# 아시미우 투레
아시미우 투레(프랑스어: Assimiou Touré, 1988년 1월 1일 ~ )는 토고 출신의 은퇴한 축구 선수로, 수비수로 활약했다. 그는 또한 독일 여권도 보유하고 있다.

## 구단 경력
토고 소코데에서 태어난 투레는 2000년에 바이어 레버쿠젠에 입단하였고, 2006–07년 시즌 초에 그들의 분데스리가 스쿼드에 포함되어 2006년 10월 22일, 함부르거 SV를 상대로 분데스리가 데뷔 전을 치렀다. 이 시즌 동안 분데스리가 출전은 이 경기가 유일했지만, 그는 바이어 레버쿠젠 2군에서 거의 30경기에 출전한 뒤 2007년 8월, 오스나브뤼크로 임대되었다. 분데스리가 데뷔 3일 전인 2006년 10월 19일에는 클뤼프 브뤼허를 상대로 UEFA컵 데뷔 전도 치렀다.
투레는 2007년 9월, 오스나브뤼크 소속으로 2. 분데스리가에서 5경기에 출전했지만, 그 달 말 장크트파울리와의 경기에서 부상을 입고 이후 경기에 나서지 못했다.
2010년 2월 1일, 독일 2부 리그 클럽 아르미니아 빌레펠트가 그를 바이어 레버쿠젠에서 영입했다. 투레는 MSV 뒤스부르크를 상대로 클럽 데뷔 전을 치렀으나, 전반전만 출전했다. 그는 2011년에 빌레펠트를 떠났고, 1년간 무소속으로 지낸 뒤 SV 바벨스베르크 03에 합류했다. 바벨스베르크가 2013년 3. 리가에서 강등된 이후, 투레는 KFC 위어딩겐으로 이적했다.

## 국가대표팀 경력
그는 2006년 초 독일 여권을 받은 후 독일 U-18 국가대표팀에서 두 차례 경기에 출전했지만, 성인 국가대표팀에서는 자신의 모국인 토고를 선택하였고, 독일에서 열린 2006년 FIFA 월드컵 본선 토고 국가대표팀 명단에 포함되었다. 그는 조별 리그 세 경기 중 두 경기에 출전했다. 투레는 2010년 아프리카 네이션스컵 토고 국가대표팀의 일원이었지만, 팀에 대한 공격 사건 이후 토고는 대회에서 철수했다.